# Open Broadcaster Software
Open Broadcaster Software (OBS), des de 2016 conegut com a OBS Studio, és un programari per a la captura, la composició, la codificació, la gravació i la transmissió de continguts de vídeo. Compatible amb la representació de DirectX i OpenGL i suporta la llibreria FFmpeg; escrit en C i C++ i construït amb Qt; és multiplataforma, de codi obert i lliure sota llicència GPLv2.

## Història
OBS va començar com un petit projecte creat per Hugh "Jim" Bailey el 2012, però va créixer ràpidament amb l'ajuda de molts col·laboradors que treballaren per a millorar l'aplicació i per a difondre el seu coneixement. El 2014, va començar a desenvolupar-se una nova versió coneguda com a OBS Multiplatform (més tard reanomenada OBS Studio) per a suport multiplataforma, sent un programa més complet i amb una API més potent. OBS Studio fou un treball en progrés, ja que fins al febrer de 2016 no va aconseguir la paritat de característiques amb OBS Classic (original). OBS Classic resta com un programari discontinuat.

### OBS Studio 27.2
Fou llançat el febrer de 2022 afavorint sobretot els usuaris de Linux ja que OBS Studio passar a estar disponible com a aplicació Flatpak via Flathub.

## Característiques
Open Broadcaster Software està escrit en C i C++, i permet la captura de fonts de vídeo en temps real, composició d'escena, codificació, enregistrament i retransmissió. La transmissió de dades pot realitzar-se a través del protocol Real Time Messaging Protocol (RTMP), i pot ser enviat a qualsevol destinació que pugui soportar RTMP (per exemple Youtube), incloent molts presets per a llocs de streaming com Twitch, Admefy i DailyMotion.
Per a la codificació de vídeo, OBS és capaç d'utilitzar el còdec lliure x264, i l'acceleració per maquinari d'Intel (Quick Sync Vídeo o QSV), AMD (Advanced Mitjana Framework o AMF/VCE) i Nvidia (NVENC) per a codificar transmissions de vídeo en el format H.264/MPEG-4 AVC. Existeix a més una versió no oficial de OBS Classic que permet utilitzar l'acceleració per maquinari d'AMD (VCE), mentre que OBS Studio ho suporta en forma oficial. L'àudio pot ser codificat utilitzant MP3 o AAC.

## Idiomes
Open Broadcaster Software està disponible en 59 idiomes.
Moltes persones han contribuït amb traduccions per a OBS, i s'afegeixen idiomes addicionals amb freqüència.

## Plug-ins
La funcionalitat pot ser estesa a través de plug-ins que es troben en els fòrums oficials.
Hi ha diversos tipus de complements, com ara automatitzadors de canvi d'escena, accés remot, i noves fonts i dispositius.

## Control de revisions
OBS Project utilitza el sistema Git de control de revisió, proporcionat per GitHub. Des de maig de 2013, el GitHub d'OBS ha rebut més de 1.000 contribucions, per part de diversos desenvolupadors, testers, i traductors de tot el món.